# Spectador Brasileiro
O Spectador Brasileiro foi um periódico publicado no Rio de Janeiro, então capital do Brasil, à época do Primeiro Reinado.
Fruto do agitado período que se segue à Independência, teve papel destacado no debate político posterior à promulgação da Carta Outorgada, destacando-se por suas posições moderadas a favor do governo.
Foi o primeiro periódico publicado pelo editor francês Pierre René François Plancher de la Noé, tendo circulado entre 1824 e 1827.